# Lepelaar
De lepelaar (Platalea leucorodia) is een vogel uit de familie van de ibissen en lepelaars. De wetenschappelijke naam van de soort werd in 1758 gepubliceerd door Carl Linnaeus in de tiende editie van Systema naturae.

## Kenmerken
De lepelaar heeft een lengte van ongeveer 80 tot 93 cm. De lepelaar is onmiddellijk herkenbaar aan de aan het uiteinde spatelvormig verbrede zwarte snavel, die aan de voorzijde geel is. De vogel is wit met gele/lichtoranje plekken. De verlengde kopveren vormen een bossige kuif.

## Leefwijze
De vogel foerageert in natte weiden, bij sloten, op slikken en wadden. Het voedsel bestaat uit visjes, waterdieren, slakken, bloedzuigers, insecten en wormen, ook weleens plantendelen. 
Broeden gebeurt in kolonies in moerassen, uiterwaarden, rietkragen en andere slecht bereikbare plaatsen. Lepelaars broeden vaak in ooibossen langs rivieren. Een nest wordt gemaakt van biezen, waterplanten en gras. Het legsel bestaat uit drie tot vijf dofwitte eieren met bruine vlekken. De gemiddelde levensverwachting is vier à vijf jaar.

## Verspreiding en leefgebied
De lepelaar komt als broedvogel voor in het Palearctisch gebied van het Verenigd Koninkrijk en Spanje in het westen tot Centraal-Azië en Japan in het Oosten en ook in Noord-Afrika.
Er worden drie ondersoorten onderscheiden:
- Platalea leucorodia leucorodia: van Europa tot noordelijk China, India en Sri Lanka
- Platalea leucorodia balsaci: westelijk Mauritanië
- Platalea leucorodia archeri: de kusten van de Rode Zee en Somalië

### Benelux
Nederland was tot het jaar 2000 het noordelijkste land in Europa waar lepelaars tot broeden kwamen. Sindsdien broedt de soort ook succesvol in Groot-Brittannië, Duitsland, Polen en Denemarken.
In de jaren 1970 waren er zo'n 100 nesten in Nederland, voornamelijk in het Naardermeer. Deze vogels vertrokken vanaf 1988 naar de Waddeneilanden. Sindsdien namen de aantallen toe; in 2020 waren er ruim 2500 broedparen. Dit is mede het gevolg van beschermingsmaatregelen. De lepelaar broedt vooral op de Waddeneilanden, in het Zwanenwater, langs de randmeren van het IJsselmeer, in de Oostvaardersplassen, de Lepelaarsplassen, de Waverhoek, de Tienhovense plassen, hier en daar langs IJssel en Rijn en in Zeeland.
In Vlaanderen broedt de soort sinds 2003 bij Verrebroek in de Antwerpse haven en vanaf 2013 is er een kolonie in natuurgebied De Blankaart nabij de IJzer in West-Vlaanderen.
In het natuurgebied Les Marais d'Harchies bij de plaats Bernissart in het zuidwesten van België werden in de zomer van 2021 enkele tientallen lepelaars waargenomen. Ook in de Durmevallei, in het Meulendijkbroek te Temse, zijn in 2021 een tiental nesten gevonden.

### Trek
Lepelaars die in West-Europa broeden overwinteren vooral langs de West-Afrikaanse kust, zoals in het tropische waddengebied Banc d'Arguin voor de Mauritaanse kust. In het najaar trekken de vogels hiernaartoe via Noord- en Zuid-Spanje. Tijdens de tussenstop van zo'n twee weken worden krachten opgedaan om verder te kunnen trekken. In totaal kan de trektocht twee maanden duren. Tijdens de trek naar Afrika gaat ongeveer de helft van de jongen dood door jacht, hoogspanningskabels of uitputting.
Begin februari vertrekken de lepelaars uit hun overwinteringsgebieden. De terugreis wordt vaker onderbroken dan de heenreis. Om voldoende energie te hebben voor de tocht moet ook langs de kust van Marokko en Frankrijk gestopt worden. In Nederland zijn Friesland en Groningen verzamelplaatsen. Van daaruit vliegen de vogels door naar hun broedkolonies. Niet alle lepelaars trekken; soms overwinteren ze in hun broedgebied.

## Status
De grootte van de totale populatie is in 2015 geschat op 65.000 vogels. Op de Rode lijst van de IUCN heeft deze soort de status niet bedreigd.

## Afbeeldingen

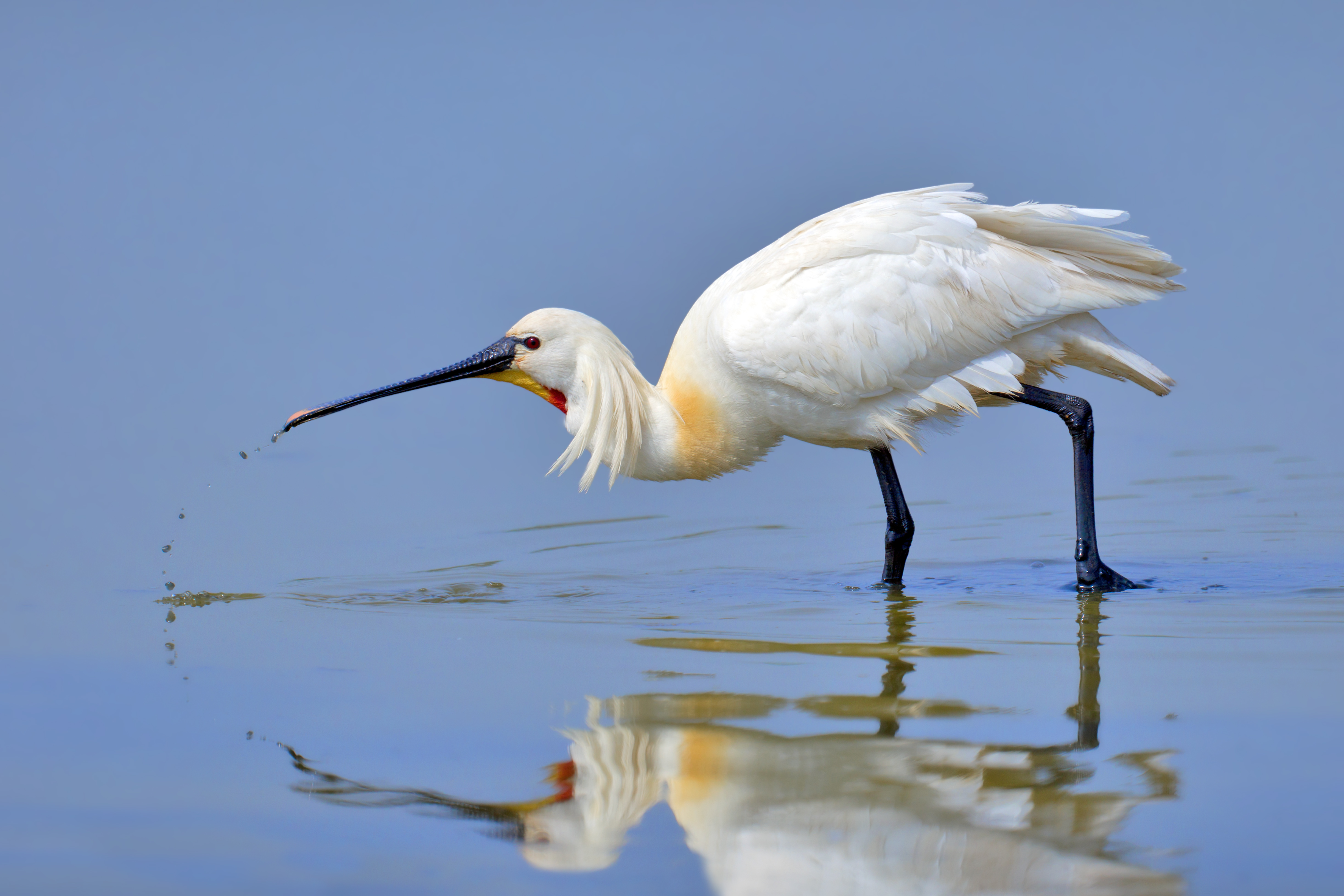
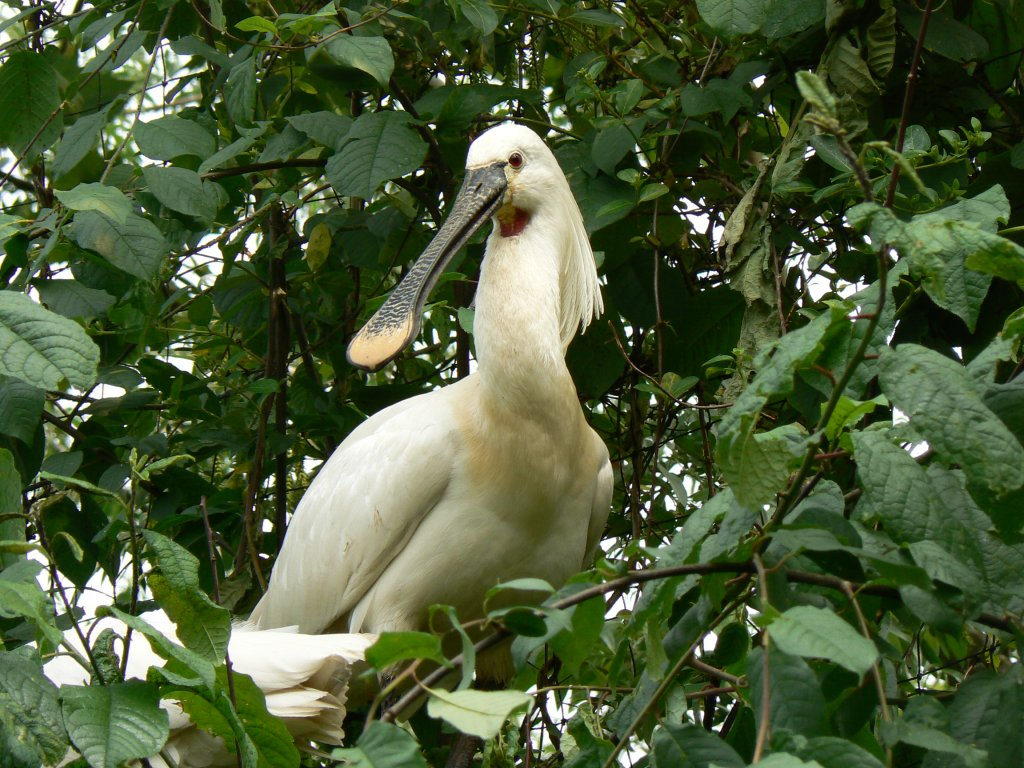
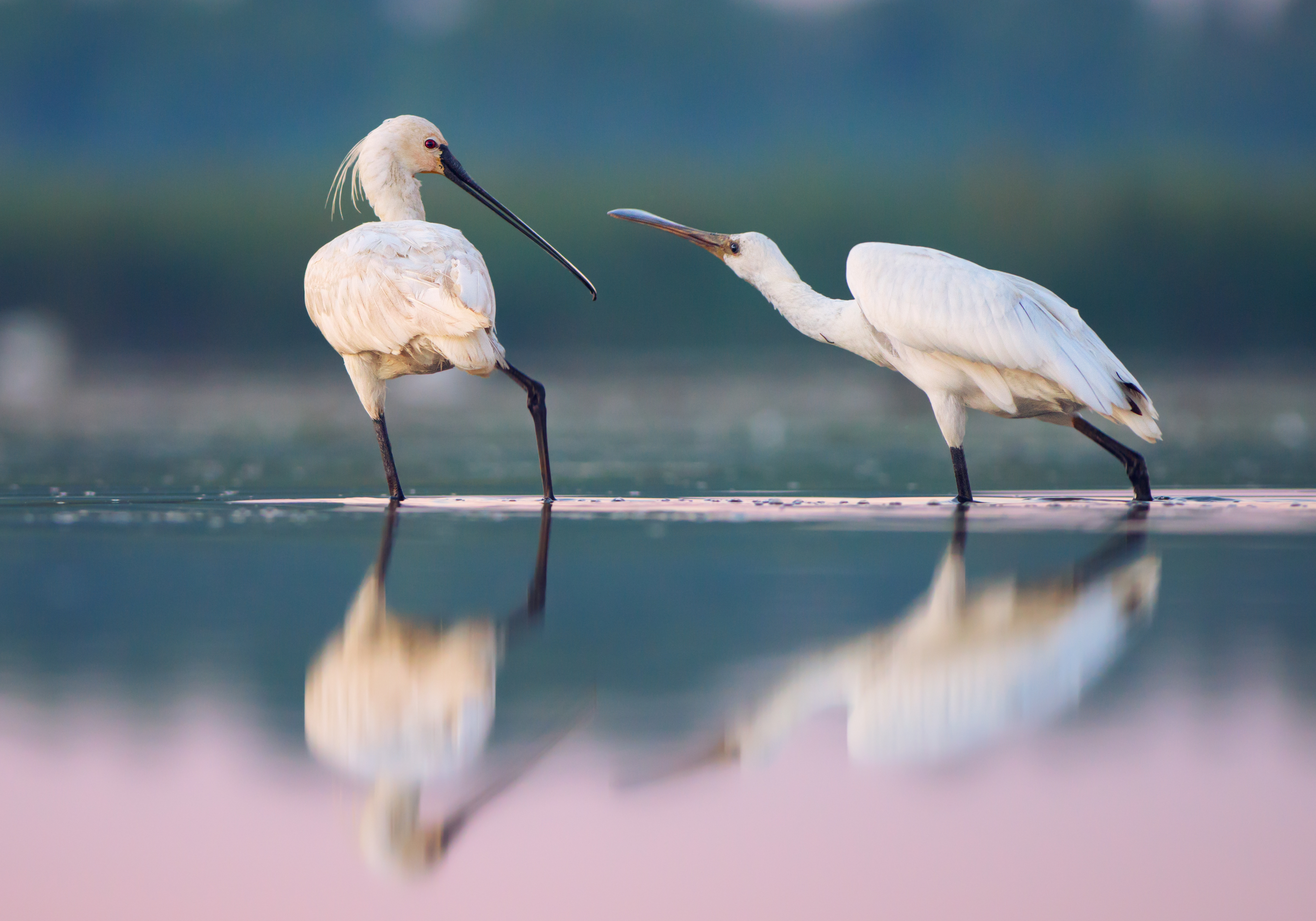
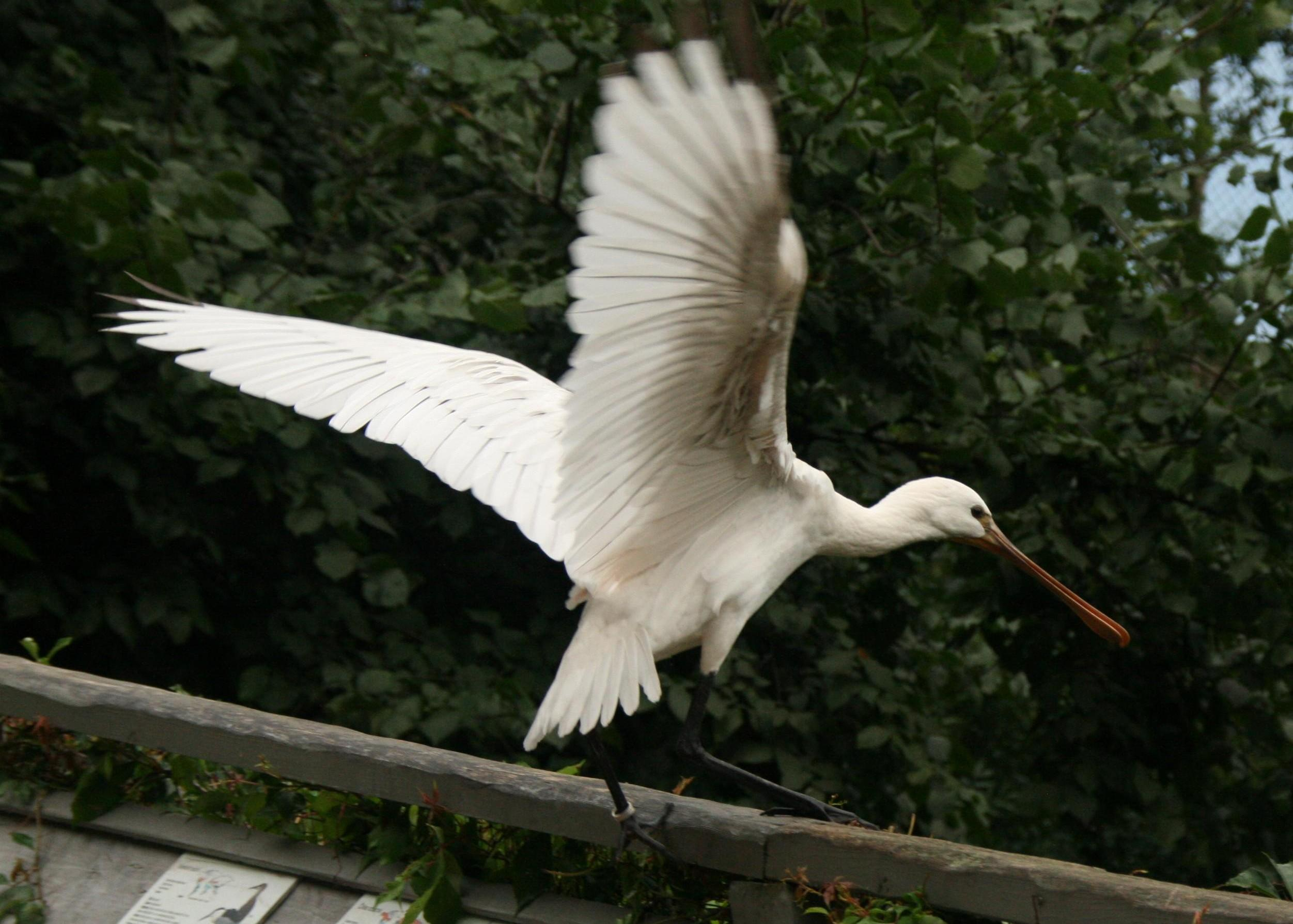
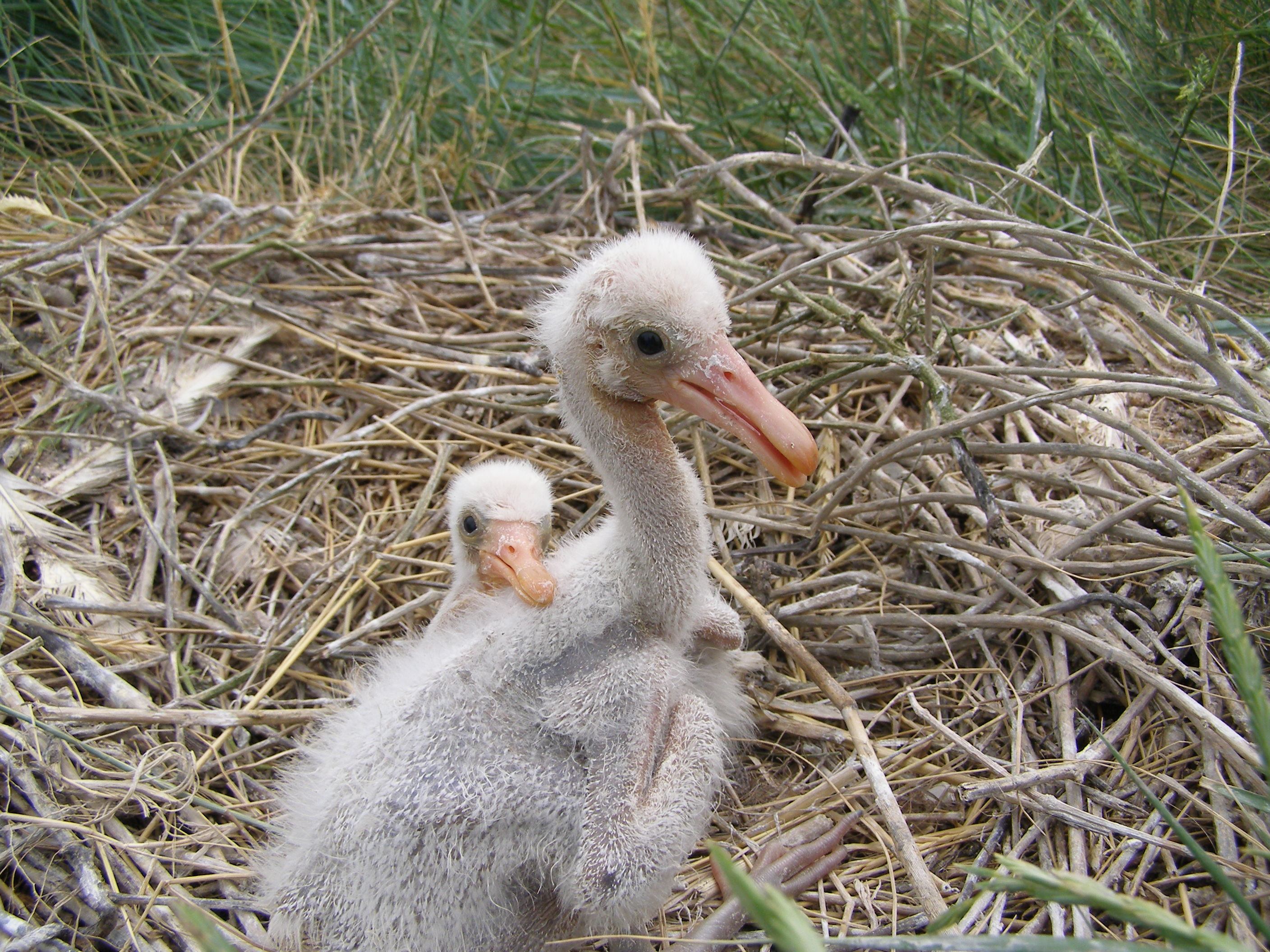
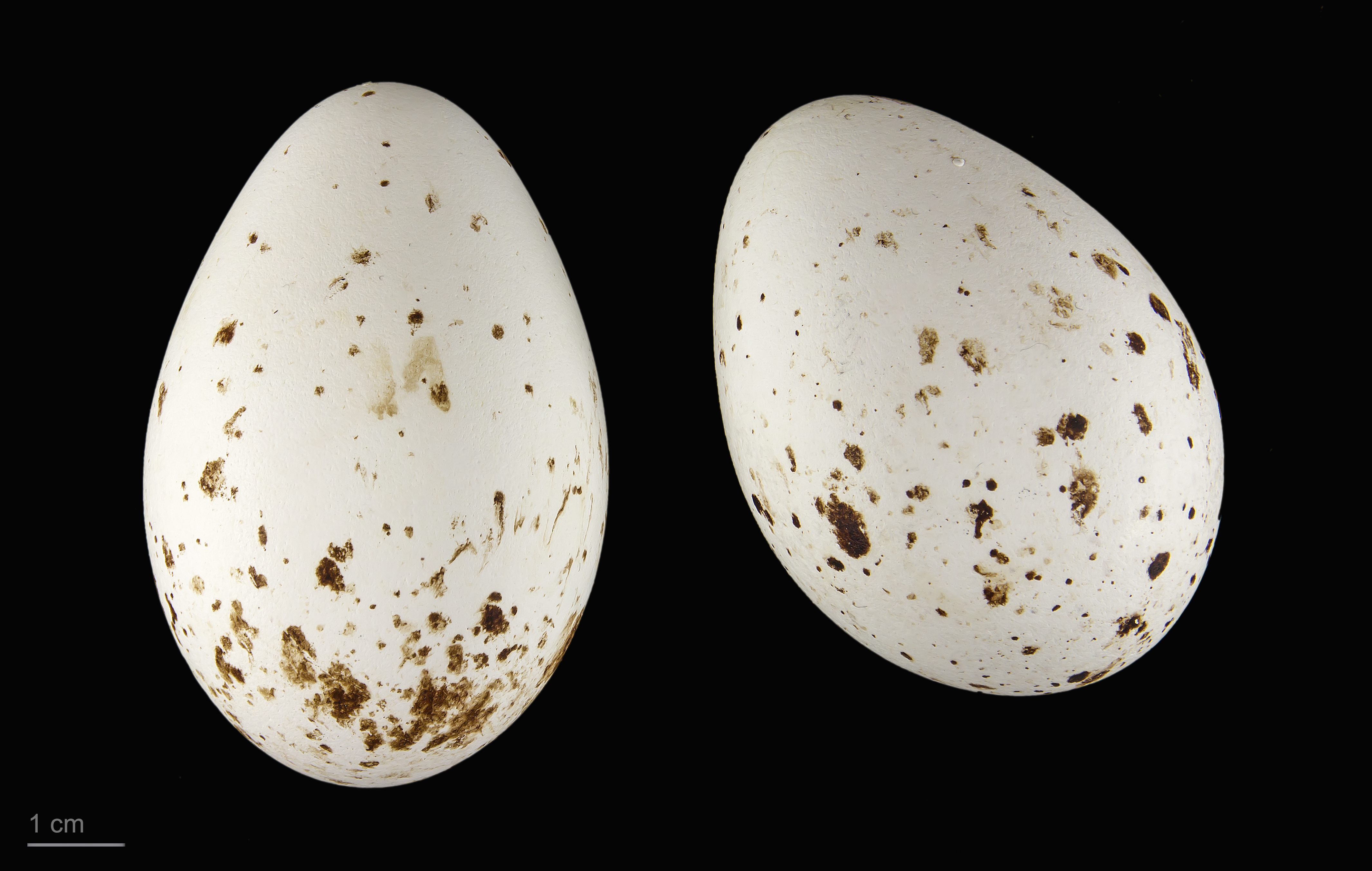

## Video
- Broedende lepelaars in het natuurgebied Zwanenwater bij Callantsoog (1960)
- Foeragerende lepelaars op het wad